# Station Powałki
Station Powałki is een spoorwegstation in de Poolse plaats Powałki.